# Rio Pesqueiro
Le rio Pesqueiro est une rivière brésilienne de l'ouest de l'État de Santa Catarina, et fait partie du bassin hydrographique du río Uruguay.

## Géographie
Il naît dans la serra do Capanema, sur le territoire de la municipalité de Campo Erê.
Il s'écoule vers le sud, traverse la municipalité de São Bernardino, marque la limite entre les municipalités de Saltinho, Sul Brasil, Pinhalzinho et Nova Erechim, sur sa rive droite, et São Lourenço do Oeste, Irati, Jardinópolis, União do Oeste et Águas Frias, sur sa rive droite.
Il se jette enfin dans le rio Chapecó.
Ses principaux affluents sont le rio Macaco et le rio Burro Branco.